# Xylomyces rhizophorae
Xylomyces rhizophorae är en svampart som beskrevs av Kohlm. & Volkm.-Kohlm. 1998. Xylomyces rhizophorae ingår i släktet Xylomyces och familjen Aliquandostipitaceae.   Inga underarter finns listade i Catalogue of Life.